# Oprogramowanie szpiegujące
Oprogramowanie szpiegujące (ang. spyware) – szkodliwe oprogramowanie, którego celem jest gromadzenie informacji o użytkowniku, a także ich przesyłanie bez jego wiedzy innym osobom. Programy te mogą również wyświetlać reklamy lub rozsyłać niechcianą pocztę elektroniczną.
Do takich informacji należą:
- adresy WWW stron internetowych odwiedzanych przez użytkownika
- dane osobowe
- numery kart płatniczych
- hasła
- zainteresowania użytkownika (przykładowo na podstawie słów wpisywanych w oknie wyszukiwarki)
- adresy poczty elektronicznej
- archiwum.

Do najbardziej znanych programów tego typu należą Aureate, Cydoor, Gator, Promulgate, SaveNow.
Oprogramowanie takie zaliczane jest do kategorii złośliwego. Funkcjonuje ono niemal wyłącznie w środowisku Microsoft Windows. Do jego wykrywania, usuwania i zwalczania służą różne skanery antyszpiegowskie, w tym:
- Ad-Aware
- Spybot Search & Destroy
- Spy Sweeper
- Windows Defender

Oprogramowanie szpiegujące jest rozpowszechniane przy wykorzystaniu nieświadomości samych użytkowników poprzez scam. 